# Zvonička v Malém Břevnově
Zvonička je drobná sakrální stavba, která stojí  při domě čp. 162/XVIII u Bělohorské ulice v Praze 6 -Břevnově.

## Historie
Zvonička se nalézá u Základní a mateřské školy T. G. Masaryka v Břevnově. Byla součástí bývalé břevnovské obce, postavená ve druhé polovině 19. století, což dokládá obnovená nápisová deska nad vstupem do zvoničky, na které je napsáno zlaceným písmem: "Nákladem obce a dobrodinců ke cti a chvále Boží zbudováno 1873".

## Popis
Zvonička má půdorys osmiúhelníku, stojí na šedém podstavci, má světlou a hladkou omítku, je členěna lizénovými rámy. V ose průčelí je obdélný, půlkruhově zaklenutý vstup, v němž jsou dřevěné dvoukřídlé dveře. Nad dveřmi je umístěna nápisová deska. Po stranách zvoničky jsou ve stěnách obdélná, půlkruhově zakončená okna krytá mříží. Z jehlancovité střechy pokryté prejzy vyrůstá hranolová lucerna, v níž je zavěšený zvon. Lucerna má rovněž jehlancovitou stříšku, z jejího vrcholu se tyčí hrot s kuličkou.
Zvonička je od 6.3.1991 zapsána do státního seznamu kulturních památek.